# Leon Sklarz
Leon Sklarz (geboren am 29. Oktober 1879 in Breslau, Deutsches Reich; gestorben 1948 in London-Marylebone, Vereinigtes Königreich) war ein deutscher Kaufmann, Geschäftsmann und Filmproduktionsleiter.

## Leben und Wirken
Sklarz entstammte einer jüdischen Kaufmannsfamilie, zwei Brüder Leons waren die späteren Kaufleute Georg und Heinrich, die später im Zentrum mehrerer Unregelmäßigkeiten, Skandale, Prozesse und rechtskräftiger Verurteilungen in Berlin standen. Leon Sklarz begann seine berufliche Laufbahn als Handlungsgehilfe der Berliner Firma Schweitzer & Oppler. Während des Ersten Weltkriegs stieg er zum Prokuristen auf und schließlich sogar zum Mitinhaber dieser Firma. Unsauberes Geschäftsgebaren, etwa die Einrichtung eines Separatkontos zugunsten von Bruder Georg, führten dazu, dass die ursprünglichen Inhaber, Paul Oppler und Walter Tag, rasch alles unternahmen, um Sklarz aus der Geschäftsleitung wieder herauszubekommen. Im Krieg eröffneten die Gebrüder Sklarz überdies der deutschen Reichsregierung Möglichkeiten, die Handelsblockade der Entente zu umgehen und sowohl Nahrungsmittel als auch Rohstoffe (z. B. zusammen mit Alexander Parvus und dessen Bruder Kohlen nach und Kartoffeln von Dänemark aus) aus Skandinavien nach Deutschland einzuführen.
Leon begann wie seine Brüder gleichfalls als Kaufmann und Geschäftsmann zu arbeiten und war später auch als Finanzier tätig. Mit der Abfindung nach seinem Ausscheiden aus Schweitzer & Oppler gründete Leon Sklarz ein eigenes Unternehmen, die Metallum A.G., die er zielgerichtet zu einem Großkonzern auszubauen versuchte. Eine seiner Geschäfte, eine Beteiligung an den ruinösen Wöllersdorfer Werken in Österreich, wo er sich zum zweiten Vizepräsidenten ernennen ließ, brachte Sklarz später massive juristische Probleme, da er die Firma zu seinen Gunsten ausgeschlachtet und wichtige Filetstücke zu Schleuderpreisen veräußert haben soll. Dies führte 1925 dazu, dass man in Wien Sklarz und drei andere Männer wegen Veruntreuung und Betrugs anklagte. Das Strafverfahren wurde jedoch im August 1927 von der zuständigen Staatsanwaltschaft überraschenderweise eingestellt.
In der Umbruchszeit vom Stumm- zum Tonfilm entdeckte der umtriebige Geschäftsmann ein weiteres Betätigungsfeld: die Filmproduktion. Sklarz saß im Aufsichtsrat der Staaken Filmwerke, deren Anteile er laut einer Meldung von Variety vom Januar 1930 an die International Talking Pictures verkaufte. 1932/33 stellten ihn der Produzent Willi Wolff und seine Gattin, die Filmschauspielerin Ellen Richter, als Produktionsleiter ihrer Firma ein und ließen ihn ihre letzten drei Produktionen zur Zeit der Weimarer Republik herstellen. Die jüdischen Sklarz-Brüder mit ihren bisweilen abenteuerlichen Geschäftsgebaren und Finanzjonglagen wurden nach dem 30. Januar 1933 zum idealen Feindbild der neuen nationalsozialistischen Herren in Berlin. Schon im Frühjahr desselben Jahres wurden die Brüder von nazistischen Gruppierungen (z. B. der SA) drangsaliert und massiv an Leib und Leben bedroht. Leon Sklarz sah sich zur Flucht ins Ausland genötigt und ließ sich in Großbritannien nieder. Hier lebte er zunächst in Wales, wurde bei Kriegsausbruch 1939 als feindlicher Ausländer interniert und verbrachte seinen Lebensabend in London, wo er 1948 verstarb. Was er im Exil beruflich tat, ist derzeit noch nicht erforscht.

## Filmografie
als Produktionsleiter
- 1932: Das Geheimnis um Johann Orth
- 1932: Strafsache van Geldern
- 1933: Manolescu, der Fürst der Diebe